# Desalmados en pena
Desalmados en pena es una película en blanco y negro de Argentina dirigida por Leo Fleider sobre el guion de Máximo Aguirre que se estrenó el 27 de enero de 1954 y que tuvo como protagonistas a Los Cinco Grandes del Buen Humor, Eva Flores, Lalo Malcolm y Aurelia Ferrer.

## Sinopsis
En una estancia misteriosa se elabora una droga que hace resucitar.

## Reparto
- Rafael Carret
- Zelmar Gueñol
- Jorge Luz
- Guillermo Rico
- Juan Carlos Cambón
- Eva Flores
- Lalo Malcolm
- Aurelia Ferrer
- José Ruzzo
- Francisco López Silva
- Ernesto Villegas

## Comentarios
Noticias Gráficas dijo:

”Es como si sus intérpretes improvisaran una letra cualquiera y actuaran sin el control de un realizador.”

Por su parte Manrupe y Portela escriben:

”Uno de los títulos menores y menos vistos de los Cinco Grandes.”